# ISO 3166-2:FI
ISO 3166-2:FI è uno standard ISO che definisce i codici geografici della Finlandia ed è un sottogruppo del codice ISO 3166-2.
Tali codici sono stati assegnati alle 19 regioni del paese e sono formati dalla sigla FI-, seguita da due lettere.

## Lista dei codici
I codici ISO 639-1 sono usati per indicare i nomi delle suddivisioni nelle seguenti lingue ufficiali: 
- (fi): finlandese
- (sv): svedese

Nella lista sono indicati anche i nomi tradotti in italiano (it).
I nomi delle regioni sono elencati seguendo l'ordine dell'alfabeto finlandese: a–z, å, ä, ö.
| Codice | Nome della regione         | Nome della regione   | Nome della regione    |
| Codice | Italiano                   | Finlandese           | Svedese               |
| ------ | -------------------------- | -------------------- | --------------------- |
| FI-01  | Åland                      | Ahvenanmaan maakunta | Landskapet Åland      |
| FI-02  | Carelia Meridionale        | Etelä-Karjala        | Södra Karelen         |
| FI-03  | Ostrobotnia Meridionale    | Etelä-Pohjanmaa      | Södra Österbotten     |
| FI-04  | Savo Meridionale           | Etelä-Savo           | Södra Savolax         |
| FI-05  | Kainuu                     | Kainuu               | Kajanaland            |
| FI-06  | Kanta-Häme                 | Kanta-Häme           | Egentliga Tavastland  |
| FI-07  | Ostrobotnia Centrale       | Keski-Pohjanmaa      | Mellersta Österbotten |
| FI-08  | Finlandia Centrale         | Keski-Suomi          | Mellersta Finland     |
| FI-09  | Kymenlaakso                | Kymenlaakso          | Kymmenedalen          |
| FI-10  | Lapponia                   | Lappi                | Lappland              |
| FI-11  | Pirkanmaa                  | Pirkanmaa            | Birkaland             |
| FI-12  | Ostrobotnia                | Pohjanmaa            | Österbotten           |
| FI-13  | Carelia Settentrionale     | Pohjois-Karjala      | Norra Karelen         |
| FI-14  | Ostrobotnia Settentrionale | Pohjois-Pohjanmaa    | Norra Österbotten     |
| FI-15  | Savo Settentrionale        | Pohjois-Savo         | Norra Savolax         |
| FI-16  | Päijät-Häme                | Päijät-Häme          | Päijänne-Tavastland   |
| FI-17  | Satakunta                  | Satakunta            | Satakunda             |
| FI-18  | Uusimaa                    | Uusimaa              | Nyland                |
| FI-19  | Varsinais-Suomi            | Varsinais-Suomi      | Egentliga Finland     |